# 安娜·菲舍爾 (藝人)
馬里恩‧安娜‧菲舍爾（德語：Marion Anna Fischer，1986年7月18日—），又名「安娜‧菲舍爾」，是一位德國女演員、藝人、女歌手及藝術家，因曾演出演出過《追火車的孩子》、《艷訪吸血鬼》、《隔著圍牆說愛你》等電影系列而聞名遐邇；此外，她還是樂團Panda的成員。

## 電影
- 2013年追火車的孩子
- 2010年艷訪吸血鬼
- 2009年隔著圍牆說愛你

## 專輯
- 2007年Tretmine: Jeder ist für sich selbst verantwortlich

## 外部連結
- 安娜·菲舍爾 （页面存档备份，存于）的官網
- 安娜·菲舍爾在互联网电影资料库（IMDb）上的資料（英文）
- 安娜·菲舍爾的X（前Twitter）